# Abtsbessingen
Abtsbessingen är en kommun och ort i Kyffhäuserkreis i förbundslandet Thüringen i Tyskland.
Kommunen ingår i förvaltningsgemenskapen Ebeleben tillsammans med kommunerna Bellstedt, Ebeleben, Freienbessingen, Holzsußra och Rockstedt.